# Stortjärnen (Hamrånge socken, Gästrikland)
Stortjärnen är en sjö i Gävle kommun i Gästrikland och ingår i Skärjån-Hamrångeåns kustomåde. Stortjärnen ligger i Axmar-Gåsholma Natura 2000-område.